# Vladimir Vasjutin
Vladimir Vladimirovič Vasjutin  (8. března 1952 v Charkově, Ukrajina, SSSR - 22. července 2002) byl letec a sovětský kosmonaut z Saljutu 7 a Sojuzu T-14.

## Život

### Mládí a výcvik
Po ukončení základní školy začal studovat na Charkovském vyšším leteckém učilišti. Zde se naučil létat a později se stal sám učitelem létání nováčků. V roce 1976 byl přijat do týmu kosmonautů. Byl členem čtyř reservních posádek, popáté se už do vesmíru dostal.

### Lety do vesmíru
Do vesmíru se dostal jen jednou, na palubě Sojuzu T-14 jako jeho velitel na podzim roku 1985. Stal se tehdy 182 kosmonautem Země. Na Sojuzu, který odstartoval z kosmodromu Bajkonur, spolu s ním letěli Georgij Grečko a Alexandr Volkov. Připojili se k orbitální stanici Saljut 7, kde se stali jeho pátou základní posádkou. V polovině listopadu však vážně onemocněl (bolesti břicha) a tak se posádka musela předčasně vrátit na Zem. Pplk.Vasjutin ihned putoval do nemocnice v Moskvě a brzy se tehdy uzdravil. Měl za sebou 64 dní ve vesmíru.
- Sojuz T-14 , Saljut 7 (17. září 1985 – 21. listopad 1985)

### Po letu
Jako všichni kosmonauti brzy po příletu a uzdravení obdržel v Kremlu sovětské vyznamenání. Ze zdravotních důvodů od oddílu v únoru 1986 odešel. Zaměstnán byl poté na VVA (Vojenno-Vozdušnaja Akademia A. Gagarina. Zemřel v padesáti letech na rakovinu.